# Дубровка (Фировский район)
Дубровка — деревня в Фировском районе Тверской области. Входит в состав Великооктябрьского сельского поселения.
Находится в 15 километрах к югу от районного центра посёлка Фирово, на берегу реки Цны.
Население по переписи 2010 года — 145 человек.

## История
Входила в состав Старопосонской волости Вышневолоцкого уезда.
В 1859 году в деревне 16 дворов, 133 жителя. По данным 1886 года в деревне 37 дворов, 224 жителя. По переписи 1920 года в деревне было 54 двора на 274 жителей. 
В текущем периоде в деревне имеется - администрация сельского округа, правление колхозаза "Восход", Дубровская основная общеобразовательная школа, дом культуры, библиотека, медпункт, отделение связи, магазин.